# Белобрюхая уромия
Белобрюхая уромия (лат. Uromyias agraphia) — вид птиц из семейства тиранновых. Эндемик Перу. Выделяют три подвида данного вида. Естественной средой обитания этих птиц являются субтропические или тропические влажные горные леса. Миграций они не совершают. Питаются насекомыми. Ищут пищу парами или группами до шести особей, в которые могут входить и представители иных видов. О размножении неизвестно ничего, кроме того, что птенцов наблюдали в августе.
МСОП присвоил виду охранный статус LC.

## Описание
Длина 12 см, вес 10 г. Длинный хвост.